# Праліс буково-дубовий (пам'ятка природи)
Пра́ліс бу́ково-дубо́вий — ботанічна пам'ятка природи місцевого значення в Україні. Розташована в межах Глибоцького району Чернівецької області, на північний схід від села Турятка. 
Площа 3,7 га. Статус присвоєно згідно з рішенням 17-ї сесії обласної ради ХХІІІ скликання від 20.12.2001 року № 171-17/01. Перебуває у віданні ДП «Чернівецький лісгосп» (Тернавське лісництво, кв. 17, вид. 1). 
Статус присвоєно для збереження частини лісового масиву з цінними насадженнями бука і дуба віком 160-190 років.